# Bernie Kosar
(en) Statistiques sur pro-football-reference
Bernie Kosar, né le 25 novembre 1963 à Youngstown en Ohio, est un sportif américain de football américain ayant évolué au poste de quarterback pendant douze saisons (1985-1996) dans la National Football League (NFL). 
Il brille au niveau universitaire en jouant pendant quatre saisons dans la NCAA Division I FBS pour les Hurricanes de l'université de Miami.
Il est sélectionné en premier choix global de la draft complémentaire 1985 de la NFL par la franchise des Browns de Cleveland où il devient rapidement la vedette de la ville. Il rejoint les Cowboys de Dallas en 1993 et remporte dès sa première saison le Super Bowl XXVIII en tant que remplaçant de Troy Aikman. Il quitte Dallas en 1994 et rejoint les Dolphins de Miami jusqu'au terme de sa carrière après la saison 1996. 
Il se reconvertit en commentateur sportif et en homme d'affaires, mais fait banqueroute en 2010.

## Biographie

### Carrière universitaire
Bernie Kosar effectue sa carrière universitaire avec les Hurricanes de l'université de Miami, évoluant en NCAA Division I FBS. Après une saison d'inéligibilité en 1982, Kosar y commence toutes les rencontres de la saison 1983. Il mène l'attaque de Miami qui se concentre sur son jeu de passes. L'équipe termine la saison régulière avec 11 victoires pour 1 seule défaite. Elle est sélectionnée pour disputer l'Orange Bowl 1983 contre Nebraska qui est invaincue depuis 22 matchs. Miami gagne la rencontre 31 à 30 et remporte son premier titre national universitaire. Kosar y a tenu un rôle majeur avec 300 yards gagnés et deux touchdowns inscrits à la passe. Il est désigné meilleur joueur du match.

### Carrière professionnelle
Il est sélectionné lors d'une draft supplémentaire en 1985 par les Browns de Cleveland.
Lors de la saison 1990, il établit un record en réussissant 308 passes consécutives sans interception.
Kosar a disputé 126 matchs de NFL et y a cumulé 23 301 yards à la passe pour 124 touchdowns ainsi que 265 yards à la course tout en marquant lui-même 5 touchdowns. 

## Statistiques
| Année              | Équipe              | MJ                 |         | Passes   | Passes | Passes | Passes | Passes | Passes | Passes  |       | Courses | Courses | Courses | Courses |
| Année              | Équipe              | MJ                 | Tentées | Réussies | Pct.   | Yards  | TD     | Int.   | Éval.  | Tentées | Yards | Moy.    | TD      |         |         |
| 1985               | Browns de Cleveland | 12                 | 248     | 124      | 50     | 1 578  | 8      | 7      | 69,3   | 26      | -12   | -0,5    | 1       |         |         |
| 1986               | Browns de Cleveland | 16                 | 531     | 310      | 58,4   | 3 854  | 17     | 10     | 83,8   | 24      | 19    | 0,8     | 0       |         |         |
| 1987               | Browns de Cleveland | 12                 | 389     | 241      | 62     | 3 033  | 22     | 9      | 95,4   | 15      | 22    | 1,5     | 1       |         |         |
| 1988               | Browns de Cleveland | 9                  | 259     | 156      | 60,2   | 1 890  | 10     | 7      | 84,3   | 12      | -1    | -0,1    | 1       |         |         |
| 1989               | Browns de Cleveland | 16                 | 513     | 303      | 59,1   | 3 533  | 18     | 14     | 80,3   | 30      | 70    | 2,3     | 1       |         |         |
| 1990               | Browns de Cleveland | 13                 | 423     | 230      | 54,4   | 2 562  | 10     | 15     | 65,7   | 10      | 13    | 1,3     | 0       |         |         |
| 1991               | Browns de Cleveland | 16                 | 494     | 307      | 62,1   | 3 487  | 18     | 9      | 87,8   | 26      | 74    | 2,8     | 0       |         |         |
| 1992               | Browns de Cleveland | 7                  | 155     | 103      | 66,5   | 1 160  | 8      | 7      | 87     | 5       | 12    | 2,4     | 0       |         |         |
| 1993               | Browns de Cleveland | 7                  | 138     | 79       | 57,2   | 807    | 5      | 3      | 77,2   | 14      | 19    | 1,4     | 0       |         |         |
| 1993               | Cowboys de Dallas   | 4                  | 63      | 36       | 57,1   | 410    | 3      | 0      | 92,7   | 9       | 7     | 0,8     | 0       |         |         |
| 1994               | Dolphins de Miami   | 2                  | 12      | 7        | 58,3   | 80     | 1      | 1      | 71,5   | 1       | 17    | 17      | 0       |         |         |
| 1995               | Dolphins de Miami   | 9                  | 108     | 74       | 68,5   | 699    | 3      | 5      | 76,1   | 7       | 19    | 2,7     | 1       |         |         |
| 1996               | Dolphins de Miami   | 3                  | 32      | 24       | 75     | 208    | 1      | 0      | 102,1  | 1       | 6     | 6       | 0       |         |         |
| Totaux en carrière | Totaux en carrière  | Totaux en carrière | 3 365   | 1 994    | 59,3   | 23 301 | 124    | 87     | 81,8   | 180     | 265   | 1,5     | 5       |         |         |

## Palmarès

### Universitaire
- 1983 : MVP de l'Orange Bowl
- 1984 : 4e du trophée Heisman
- 1984 : 3e passeur de NCAA

### NFL
- Vainqueur du Super Bowl XXVIII, saison 1993, avec les Cowboys de Dallas
- Pro Bowl : 1987

## Filmographie
- 2014 : Le Pari (Draft Day) d'Ivan Reitman : lui-même